# Clarence Kummer
Clarence Kummer, född 8 augusti 1899, död 18 december 1930, var en amerikansk Hall of Fame-jockey som under sin karriär tog fyra segrar i Triple Crown-löp.

## Karriär
I början av 1920 red Kummer 1919 års Triple Crown-vinnare Sir Barton till ett nytt banrekord på Saratoga då han segrade i Saratoga Handicap. I maj 1920 fick han möjligheten att rida Man o' War. Han red hästen till nio vinster på nio starter. Kummers framgångar gjorde honom till amerikansk championjockey efter pengar 1920.
Clarence Kummer segrade i Preakness och Belmont Stakes två gånger vardera och hade fyra uppsittningar i Kentucky Derby. Hans bästa resultat i Kentucky Derby var en andraplats 1923. Under en relativt kort karriär segrade han i många viktiga löp, inklusive 1925 års upplaga av det prestigefyllda Travers Stakes, men i slutet av senare delen av 1920-talet kämpade han konstant med viktökningar och tvingades gå i pension efter tävlingssäsongen 1928, då han segrat för andra gången i Belmont Stakes. Han arbetade sedan som träningsryttare för tränaren Sunny Jim Fitzsimmons och försökte göra comeback 1930.

### Död och eftermäle
Kummer avled i december 1930 av lunginflammation som tros ha varit ett resultat av hans försvagade fysiska tillstånd orsakat av en hård dietkur.
Clarence Kummer valdes in i US Racing Hall of Fame 1972.